# NGC 561
NGC 561 (również PGC 5489 lub UGC 1048) – galaktyka spiralna z poprzeczką (SBa), znajdująca się w gwiazdozbiorze Andromedy. Odkrył ją Heinrich Louis d’Arrest 23 sierpnia 1862 roku.